# Ch'Enaljá
Ch'Enaljá är en ort i Mexiko.   Den ligger i kommunen Oxchuc och delstaten Chiapas, i den sydöstra delen av landet, 800 km öster om huvudstaden Mexico City. Ch'Enaljá ligger 1 890 meter över havet och antalet invånare är 157.
Terrängen runt Ch'Enaljá är lite bergig. Runt Ch'Enaljá är det ganska tätbefolkat, med 75 invånare per kvadratkilometer. Närmaste större samhälle är Chanal, 16,0 km söder om Ch'Enaljá. I omgivningarna runt Ch'Enaljá växer i huvudsak städsegrön lövskog.